# Batalla de Beaupréau (1794)
La batalla de Beaupréau va tenir lloc el 14 de febrer de 1794 durant la revolta de la Vendée. Acabà amb la victòria dels republicans.

## Preludi
Després de la seva derrota a Cholet el 8 de febrer de 1794, el general de la Vendée Jean-Nicolas Stofflet es va retirar a Chemillé, que després va abandonar per arribar a Beaupréau. El general republicà Cordellier es posa aleshores a la seva persecució. El 10 de febrer va recórrer la carretera de Cholet a Vihiers, sense trobar cap rastre de l'exèrcit de la Vendée. El dia 13 va envestir Chemillé, que va incendiar, després va arribar a Beaupréau al vespre. L'endemà, l'exèrcit de Stofflet va llançar l'atac contra Cordellier des dels pobles de Montrevault i La Poitevinière, al nord i nord-est de Beaupréau.

## Forces presents
El general Cordellier i el seu segon, el general Crouzat, estaven llavors al capdavant d'una columna de 2.000 a 3.000 homes. En les seves memòries, l'oficial de Vendée Louis Monnier estimava els republicans en 3.000 homes durant aquesta batalla.

## Procés
En el seu informe al general en cap Turreau, Cordellier indica que els Vendéens van començar el combat el 14 de febrer, a les 9 del matí, atacant els llocs avançats republicans prop de Montrevault i La Poitevinière, al nord. El 74è regiment, situat a l'avantguarda amb quinze caçadors a cavall, va oposar una forta resistència i va aconseguir contenir l'atac. Cordellier venç llavors el general i abandona la ciutat per trobar-se amb els Vendéans. No obstant això, una columna de la Vendée va saltar les posicions republicanes i va entrar a la ciutat de Beaupréau per la carretera de Gesté, a l'oest. Sorpresos, els batallons patriotes no van tenir temps de marxar en el seu ordre de batalla i Cordellier va ordenar als seus homes que es despleguessin com a escaramuzadors. Els Vendans van acabar cedint i es van retirar, perseguits pels republicans. El gruix de les seves forces va fugir per La Chaussaire, a l'oest de Beaupréau. La retirada va acabar a les quatre de la tarda. Cordellier va aturar la persecució a la nit i després va fer bivac a les seves tropes a La Regrippière.
L'oficial reialista Louis Monnier esmenta breument la lluita a les seves memòries. {nota , 2}. Segons ell, l'atac va ser «mal dirigit», els Vendéans «no tenien quatre trets per disparar» i van ser «completament colpejats i perseguits molt de prop».

## Pèrdues
En el seu informe a Turreau, Cordellier afirmava que les seves pèrdues van ser de tot just 50 homes, mentre que estimava les dels Vendéans en 600 homes, entre els quals més de 150 ofegats a l'Èvre i la Sanguèze, prop de La Chaussaire. L'ajudant de camp de Cordellier va donar un nombre de morts de 700 als insurgents en una carta enviada el mateix dia al general Huché. {note, 3}.
A les seves memòries, {nota, 4}, l'oficial reialista Bertrand Poirier de Beauvais, però, dona un peatge més baix i escriu que les pèrdues de l'exèrcit d'Anjou van ser d'uns 200 homes.
La jove comtessa Marie Danguy de Bruc, que segons Bertrand Poirier de Beauvais s'havia distingit pel seu «heroisme» durant la batalla de Cholet, va morir durant el combat de Beaupréau. El general Cordellier indica en el seu informe que "una dona, entre d'altres, va romandre al camp de batalla. Vam trobar sobre ella una considerable suma d'or, plata, assignats i joies." En les seves memòries, els oficials Louis Monnier i Bertrand Poirier de Beauvais informen que va morir durant la derrota, per culpa del seu cunyat, el cavaller de Bruc, que, trobant impropi que estava darrere d'un genet, va forçar que desmuntés abans d'abandonar-la quan arribessin els hússars republicans. {nota, 5}. La comtessa de Bruc fou llavors "tallada i destrossada" pels hússars.